# George Turpin (boxe anglaise)
Pour les articles homonymes, voir Turpin.
George Turpin est un boxeur anglais né le 10 janvier 1952 à Liverpool.

## Carrière
Il participe aux Jeux olympiques d'été de 1972 dans la catégorie poids coqs et y remporte la médaille de bronze.